# سيمون ابي رميا
سيمون ابي رميا (وُلد 3 يونيو/حزيران 1965) هو سياسي لبناني وعضو سابق في تكتل لبنان القوي في البرلمان اللبناني. أبي رميا كان مقرّب من الرئيس ميشال عون، وكان ينتمي إلى التيار الوطني الحر، وكما رئيس لجنة الشباب والرياضة النيابية.

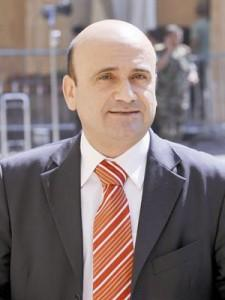
سيمون أبي رميا

## حياتة المبكرة وعائلته
وُلد سيمون أبي رميا في بلدة أهمج التي تقع في قضاء جبيل في محافظة جبل لبنان، للوالدين فريد ابي رميا الذي توفّي عام 2003 ونور حردان التي توفّيت عام 2023. تلقى دراسته الابتدائية والتكميلية في مدارس "الإخوة المسيحيين" وتابع علومه الثانوية في "مون لاسال" حتّى صف البكالوريا القسم الأول، ثم سافر إلى فرنسا عام 1983 وحاز البكالوريا القسم الثاني في ليسيه "مارسولان برتولو". تخرج في جامعة باريس حيث نال الماجستير في إدارة الأعمال، ثم حاز الدبلوم في علم البصريات من المدرسة العليا للبصريات في باريس.  

## نشاطه السياسي
أصبح أبي رميا ناشطًا بعد ولاية ميشال عون المثيرة للجدل كرئيس الوزراء في عام 1998. كان من مؤسسي مجموعة المناضلين "التجمّع من أجل لبنان" (The Rassemblement pour Le Liban)، التي عملت وفق أجندة الجنرال عون. انتخب ابي رميا رئيسًا لهذا التجمع عام 1979. في عام 1993، ساهم بتأسيس المجلس للبناني، الذي كان يضم المعارضين للاحتلال السوري للبنان. كان من بين أعضاء الهيئة التأسيسية للتيار الوطني الحر، وكان أيضًا من أعضاء هيئة العلاقات الدولية فيه منذ عام 2006.
في عام 2009 ترشّح للانتخابات النيابية في دائرة جبيل وانتُخب كجزء من كتلة التيار الوطني الحر. وبعد ذلك انتُخب مجدّدًا في انتخابات عامَيْ 2018 و2022. منذ عام 2009 يشغل منصب رئيس لجنة الشباب والرياضة النيابية، ومنذ عام 2018 منصب رئيس لجنة الصداقة اللبنانية - الفرنسية النيابية أيضًا.

## حياته الشخصية
في عام 1997 تزوّج سيمون ابي رميا السياسية الفرنسية فابيين بلينو، لكنّهما منفصلان منذ عام 2017. لهما ثلاثة أولاد: بول، ماثيو ولوكاس. 